# Витгильс
Витгильс (ок. V века) — полулегендарный ютский вождь, упомянутый в Англосаксонской хронике (и Historia Brittonum), согласно которой он был отцом Хенгеста и Хорсы:
«449 год нашей эры <…> Их лидерами были два брата, Хенгест и Хорса, которые были сыновьями Витгильса; Витгильс был сыном Витты, Витта Векты, Векта Водена. От Водена произошел весь наш королевский род, а также [род] соувумрийцев».
Его имя появляется в форме Victgils или Victgilsus в «Церковной истории народа англов» Беды (Книга 1, глава 15):
«Говорят, что двумя первыми командирами были Хенгист и Хорса. <…> Они были сыновьями Витгильса, чьим отцом был Векта, сын Водена.»
В других источниках как отец Витгильса упоминается некий Вегдег (Wægdæg).
Предположительно имя «Витгильс», как и имя его отца Витты, происходит от названия острова Уайт (Vecta, Vectis) и должно указывать на близкие связи кентского королевского дома с династией, правившей на острове Уайт.